# Coors Field
O Coors Field é um estádio localizado em Denver, Colorado. É a casa do time de baseball Colorado Rockies, da MLB. O estádio começou a ser construído em outubro de 1992 e foi inaugurado em 26 de abril de 1995. Tem capacidade para 50.200 torcedores.
O nome vem de um contrato de Naming rights com uma cervejaria chamada Coors Brewing Company.
Recebeu o All-star game da MLB de 1998.

## Galeria
- Vista aérea do estádio.
- Vista externa do estádio.